# Copa de Santa Lucía
La Copa de Santa Lucía es el torneo de copa de fútbol más importante de Santa Lucía y en el cual pueden participar todos los clubes afiliados a la Asociación de Fútbol de Santa Lucía.

## Historia
El torneo se jugó por primera vez en el año 1998 y se supone es un torneo anual, pero en lagunas ocasiones no se ha realizado dicha copa, principalmente por problemas de financiamiento.

## Formato
La copa se juega bajo el formato clásico de eliminación directa, en la que el ganador de la serie eliminatoria avanza de ronda, mientras que el otro equipo queda eliminado. Esto sigue hasta que queden dos finalistas, los cuales disputan en título a un único partido para definir al campeón de copa.

## Palmarés
| Temporada       | Campeón                                               | Resultado                                             | Subcampeón                                            |
| --------------- | ----------------------------------------------------- | ----------------------------------------------------- | ----------------------------------------------------- |
| FA Cup          |                                                       |                                                       |                                                       |
| 1998            | Mabouya Valley                                        |                                                       | Dennery All Stars                                     |
| 1999            | Roots Alley Ballers                                   | 5:0                                                   | Young Stars                                           |
| 2000            | Rovers United                                         | 3:2 (pró.)                                            | Northern United                                       |
| 2001            | VSADC                                                 | 2:1 (pró.)                                            | Roots Alley Ballers                                   |
| 2002            | VSADC                                                 | 1:1 (pró., pen. 9-8)                                  | Cimpex Orion                                          |
| 2003            | 18 Plus                                               | 2:1 (pró.)                                            | Pioneers FC                                           |
| 2004            | Northern United                                       |                                                       | Rovers United                                         |
| 2005-06         | Elite Challengers                                     | 1:1 (pró., pen. 3-2)                                  | Canaries                                              |
| 2007            | Northern United                                       | 5:0                                                   | Orion                                                 |
| 2008-09         | Dennery Aux-Lyons                                     | 4:1                                                   | GSYO                                                  |
| 2009-10         | Final entre Soufrière YO y Young Strikers abandonada. | Final entre Soufrière YO y Young Strikers abandonada. | Final entre Soufrière YO y Young Strikers abandonada. |
| 2013            | Marchand                                              | 1:1 (pró., pen. 4-3)                                  | Mabouya                                               |
| 2014-2017       | Desconocido.                                          | Desconocido.                                          | Desconocido.                                          |
| SLFA Island Cup |                                                       |                                                       |                                                       |
| 2018            | Marchand                                              | 4:2                                                   | Mabouya Valley                                        |
| 2019            | Gros Islet                                            | 2:2 (pen. 5-4)                                        | Vieux Fort South                                      |

## Títulos por equipo
| Club                | Títulos | Subtítulos | Años campeón | Años subcampeón |
| ------------------- | ------- | ---------- | ------------ | --------------- |
| Northern United     | 2       | 1          | 2004, 2007   | 2000            |
| Marchand            | 2       | 0          | 2013, 2018   | ----            |
| VSADC               | 2       | 0          | 2001, 2002   | ----            |
| Mabouya Valley      | 1       | 1          | 1998         | 2013            |
| Roots Alley Ballers | 1       | 1          | 1999         | 2001            |
| Rovers United       | 1       | 1          | 2000         | 2004            |
| 18 Plus             | 1       | 0          | 2003         | ----            |
| Elite Challengers   | 1       | 0          | 2005-06      | ----            |
| Dennery Aux-Lyons   | 1       | 0          | 2008-09      | ----            |
| Gros Islet          | 1       | 0          | 2019         | ----            |
| Dennery All Stars   | 0       | 1          | ----         | 1998            |
| Young Stars         | 0       | 1          | ----         | 1999            |
| Cimpex Orion        | 0       | 1          | ----         | 2002            |
| Pioneers FC         | 0       | 1          | ----         | 2003            |
| Canaries            | 0       | 1          | ----         | 2005-06         |
| Orion               | 0       | 1          | ----         | 2007            |
| GSYO                | 0       | 1          | ----         | 2008-09         |
| Mabouya             | 0       | 1          | ----         | 2013            |
| Vieux Fort South    | 0       | 1          | ----         | 2019            |